# ヨシダプロ
ヨシダプロは、日本のイラストレーター、漫画家、ライター、編集者。

## 略歴
石川県出身。1975年生まれ。千葉県立千葉高等学校から一橋大学社会学部へ進学。卒業後は出版社に就職する。
@niftyの「デイリーポータルZ」にライター兼イラストレーターとしてサイト開設初期から参加し、mixiのWebマガジン「mikly」をはじめとした雑誌・単行本・テレビなどでも活動。

## 著作

### 単著
- 『教えて！メガネ君　ヨシダプロ初作品集』（2006年6月30日　イースト・プレス）　ISBN 978-4-87257-694-8